# Ecole Supérieure de Management et d’Informatique Appliquée
Die Ecole Supérieure de Management et d'Informatique Appliquée (Hochschule für Management und angewandte Informatik) ist eine Universität in Antananarivo in Madagaskar. Es gibt die Studiengänge Management und Angewandte Informatik, Umweltmanagement und Projektmanagement, Engineering und Projektmanagement und Informatik mit Schwerpunkt Betriebswirtschaftslehre.